# Menelaw Sete
Jorge do Nascimento Ramos, mais conhecido pelo seu nome artístico Menelaw Sete (Salvador, 1 de agosto de 1964), é um pintor e músico brasileiro. Já levou suas obras para exposições na Alemanha, Suíça, França, Holanda, Bélgica e recentemente foi homenageado na Itália pelos seus 25 anos de carreira.

## Biografia
Em 1974, ainda criança, vai morar no Subúrbio Ferroviário de Salvador, onde conheceu o mestre Almiro Borges, que o inicia na pintura. Em 1984, aos dezoito anos, ingressa na Marinha do Brasil, se estabelecendo no Rio de Janeiro, após três anos de serviço militar, deixa a Marinha, retorna a Salvador e recomeça a pintar. Em 1990, conhece o pintor Sérgio Fontes, com quem realiza sua primeira exposição coletiva, na Panorama Galeria de Artes. Em 1994, monta seu primeiro ateliê no Hotel Pelourinho.

Ele adotou seu nome artístico (Menelaw Sete) a partir de uma visão, como disse: 
| “ | Em um momento ímpar de minha vida sentia necessidade de mudança e renovação. Caminhando no Rio Vermelho, próximo a estátua do Mestre Didi, comecei a refletir, foi quando surgiu o nome Menelaw Sete, nome que eu me identifiquei e abracei. | ” |

É considerado o "Picasso Brasileiro" pela crítica internacional, devido a sua influência no pintor espanhol, Pablo Picasso, mas claramente enveredando pela temática regionalista tropical que o cerca. O sucesso obtido no exterior foi tamanho que, em julho de 2003, o artista ganhou uma sala-museu com o seu nome em Siacca Terme, na Sicília, sendo o primeiro artista latino-americano a receber esta honraria do Governo Italiano. O crítico de arte italiano: Tanino Bonifacio, o definiu assim:
| “ | As pinturas de Menelaw Sete são um verdadeiro reino do imaginativo, povoado por temas ideográficos que contam histórias de entidades biomórficas, deuses, demônios, de contos de fadas saídos de seus sonhos no quarto de noite. Ele com sua criatividade apresenta uma vasta produção de pinturas que parecem ser uma grande e fascinante enciclopédia da simbologia sul-americana, um baú precioso de sinais arcaicos que vazam do encanto de um antigo tesouro. | ” |

Lançou sua primeira música nessa nova área artística em 2015, chamada: "A voz humana", iniciando um projeto de junção da música com a pintura no seu ateliê.

## Controvérsia
Em 2012, Menelaw foi barrado pelo setor de imigração do aeroporto Bajaras, em Madri, Espanha, e impedido de continuar sua viagem para realizar exposições na Itália e Suíça. Segundo as autoridades espanholas, o artista deixou de apresentar o carimbo da polícia italiana na carta-convite apresentada por ele à imigração. Segundo o artista, houve sinais de racismo na "escolha" dos barrados.
Realizou uma greve de fome, logo ao chegar ao Brasil, próximo ao consulado da Espanha, solicitando explicações e uma retratação pública sobre o caso, não obteve respostas. Foi internado por complicações menores, decorrentes do ato.[carece de fontes?]

## Prêmios
- 2006 – Doutor Honoris Causa – Fundação Luiz Ademir de Cultura e Fundação Ibero-Americana.[carece de fontes?]
- 2008 – Comenda Tomé de Sousa – Resolução nº 1.862/08 da Câmara Municipal do Salvador.[carece de fontes?]
- 2012 - Título de Professor ilustre - Escola Superior de Belas Artes de São Francisco, Córdoba - Argentina.[8]
- 2013 - Prêmio Medalha de Ouro à Qualidade Brasil[carece de fontes?]

## Coleções
- Museu de Antropologia de Frankfurt – Alemanha[carece de fontes?]
- Casa da América Latina – Bruxelas - Bélgica[carece de fontes?]
- Consulado Brasileiro – Atlanta, Georgia - EUA[carece de fontes?]
- Coleção da Caixa Econômica Federal – Rio de Janeiro - Brasil[carece de fontes?]
- Museu da Cidade do Salvador – Bahia - Brasil[carece de fontes?]
- Museu CEAO – Salvador, Bahia - Brasil[carece de fontes?]
- Museu Ilê Axé Apô Afunjá – Salvador, Bahia - Brasil[carece de fontes?]
- Fundação Barbosa Rodrigues – Campo Grande, Mato Grosso do Sul - Brasil[carece de fontes?]
- Consulado da Itália em Salvador – Salvador, Bahia - Brasil[carece de fontes?]
- Gabinete Português de Leitura – Salvador, Bahia - Brasil[carece de fontes?]
- TV Aratu – Salvador, Bahia - Brasil[carece de fontes?]
- Hotel Sofitel – Salvador, Bahia - Brasil[carece de fontes?]